# Władysław Witwicki
Władysław Witwicki, né le 30 avril 1878 à Lubaczów et mort le 21 décembre 1948 à Konstancin, est un psychologue, philosophe, traducteur, historien (de la philosophie et de l'art) et artiste polonais. Il est vu comme l'un des pères de la psychologie en Pologne. Diplômé de l'Université de Lviv, il était un étudiant de Kazimierz Twardowski,. Il a également étudié à l'Université de Vienne (sous la direction d'Alois Höfler) et à l'Université de Leipzig (sous la direction de Wilhelm Wundt). Il a enseigné à l'Université de Lviv et est devenu professeur à l'Université de Varsovie (1919–1948),.
Witwicki est l'auteur des premiers manuels polonais de psychologie, créateur de la théorie du cratisme, théorie des sentiments,, et il a traité avec les questions de la psychologie de la religion et de l'éthique laïque. Il est l'un des penseurs associés à l'École de Lvov–Varsovie.
Władysław Witwicki était le cinquième enfant d'Urszula Witwicka, née Woińska (nièce de l'archevêque métropolitain de L'archidiocèse Église–catholique de Lviv, Łukasz Baraniecki), et de Ludwik–Filip Wasylkowicz, ainsi que le père de Janusz Witwicki, les créateurs du Panorama en plastique du vieux Lviv.

## Œuvres remarquables
- Traductions des dialogues de Platon
- Psychologia do użytku słuchaczów wyższych szkół naukowych, vol. 1–2 (1925–1927)
- Wiadomości o stylach (1934)
- Wiara oświeconych, 1959 (fr.: La foi des éclairés, 1939)
- Przechadzki ateńskie (une série d'émissions de radio, 1939, émises en 1947)
- Traductions de Évangile selon Matthieu et de Évangile selon Marc avec analyse psychologique[16] (Dobra Nowina według Mateusza i Marka, écrit en 1942, publié en 1958)